# 溫璽
溫璽（1446年—1531年），字廷寶，號菊莊，四川華陽縣人，明朝政治人物。

## 生平
成化十七年（1481年）辛丑科進士。授戶部主事，乞假回乡侍养母亲。母亲去世后，弘治二年（1489年）服阕，仍補户部，尋升郎中，出为淮安府知府。以父年九十，乞归侍养。服阕，仍補郎中，十四年（1501年）陞河南承宣布政使司左參議，分守大梁。次年次子温仁和中进士，遂乞休歸，悠然林下二十八年。卒年八十六。

## 家族
曾祖温子成，官遂宁州知州，定居成都華陽。祖父温艮，蜀王府奉祀副。父温彦中，號敦本，蜀府良医。母茅氏。兄温琮，进士，为御史，官至左参政。次兄温琦，蜀府良医。弟温瓒，汧陽知县。
长子温時和，蜀府奉祀副。次子溫仁和，官至禮部尚書。